# Cattleya maxima
La Cattleya maxima es una especie que pertenece al género de las Cattleya, orquídeas epífitas y pertenece al grupo conocido por los cultivadores y aficionados a las orquídeas “Cattleyas unifoliadas” (Cattleyas con pseudobulbos de una sola hoja), conjunto de especies del cual provienen las Cattleyas de mayor valor florístico ornamental, así como los padres de los actuales híbridos complejos modernos tipo Cattleya (Potinara, Sophrolaeliocattleya, Brassoleaeliocattleya, Laeliocattleya y Brassocattleya).

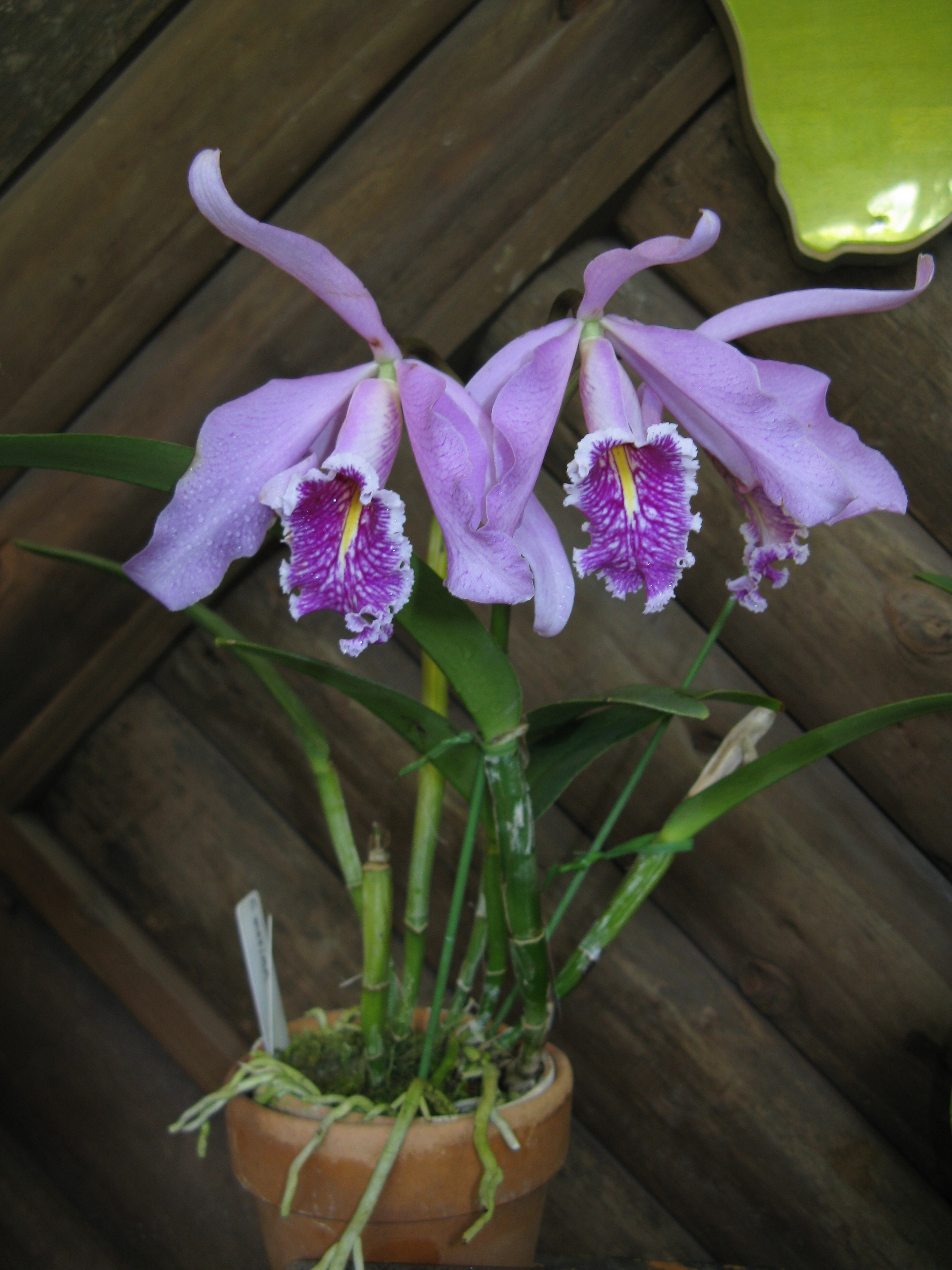
Vista de la planta

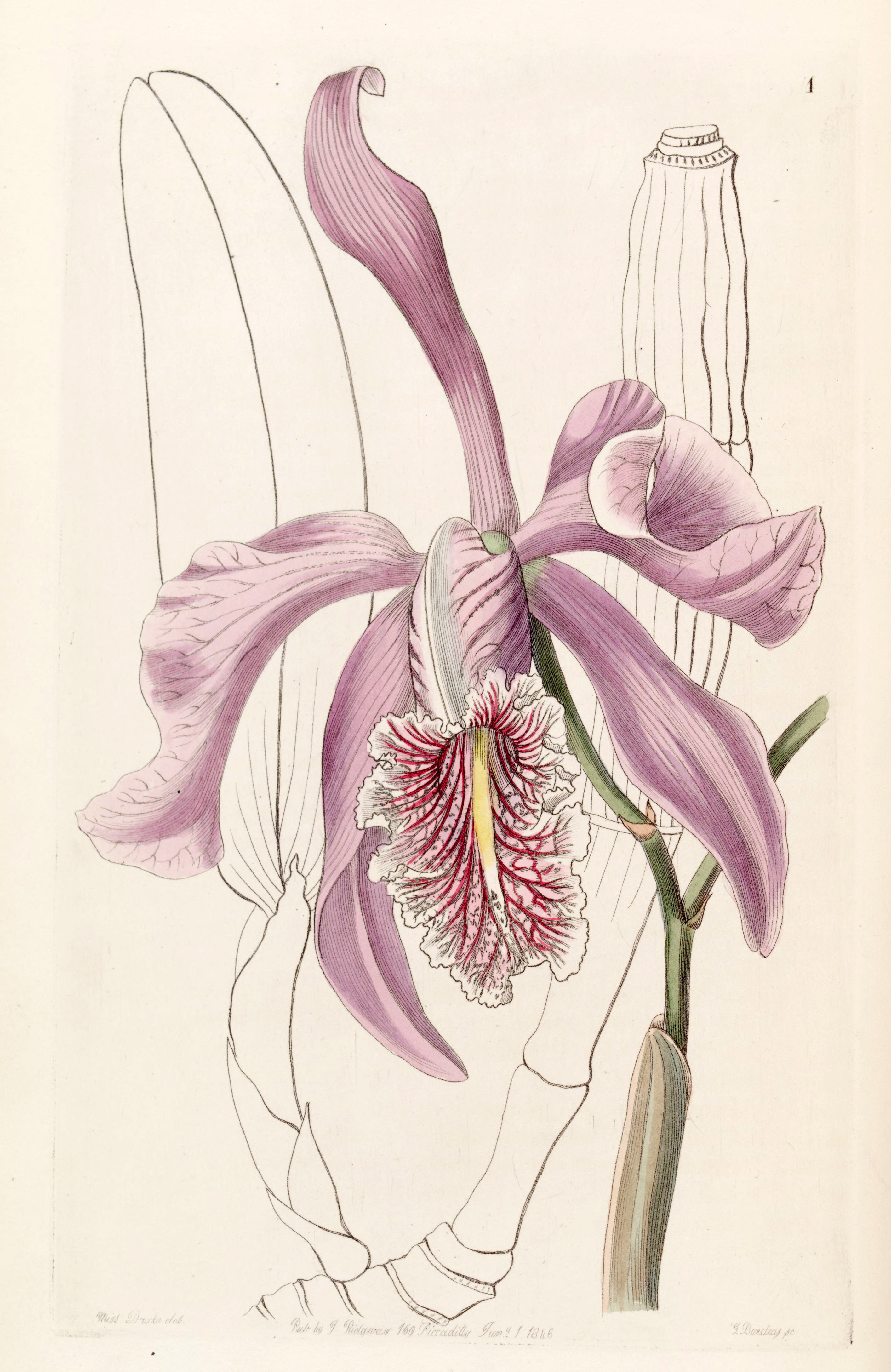
Ilustración

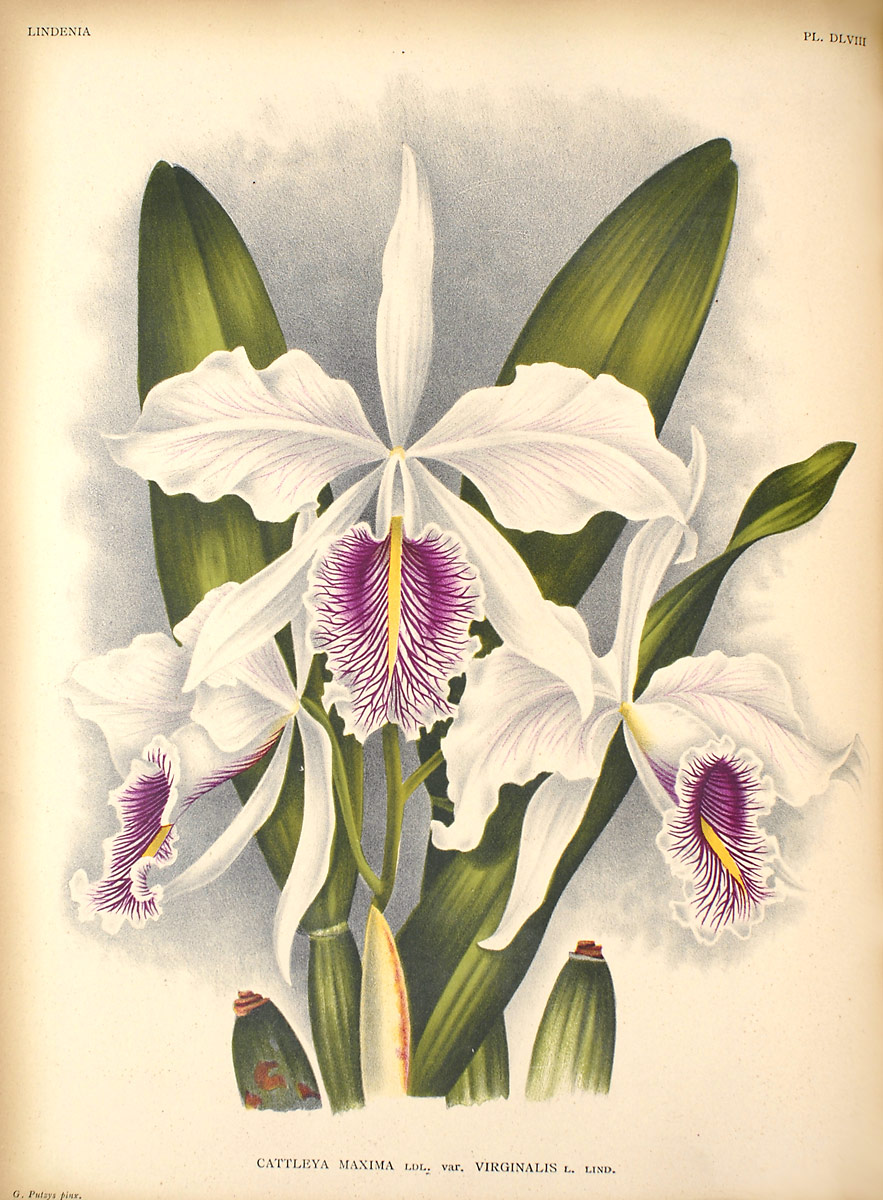
Ilustración

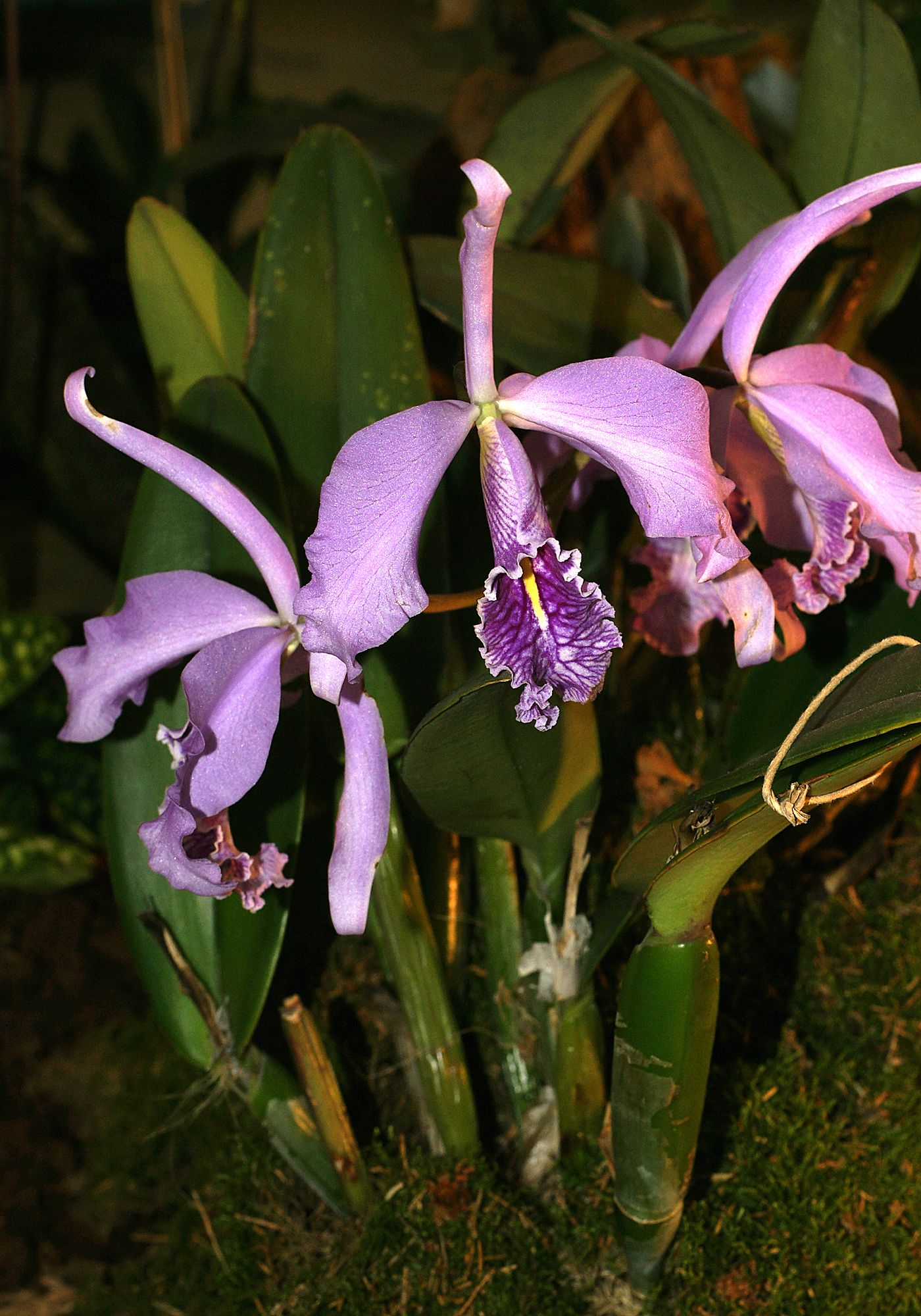
Detalle de la planta

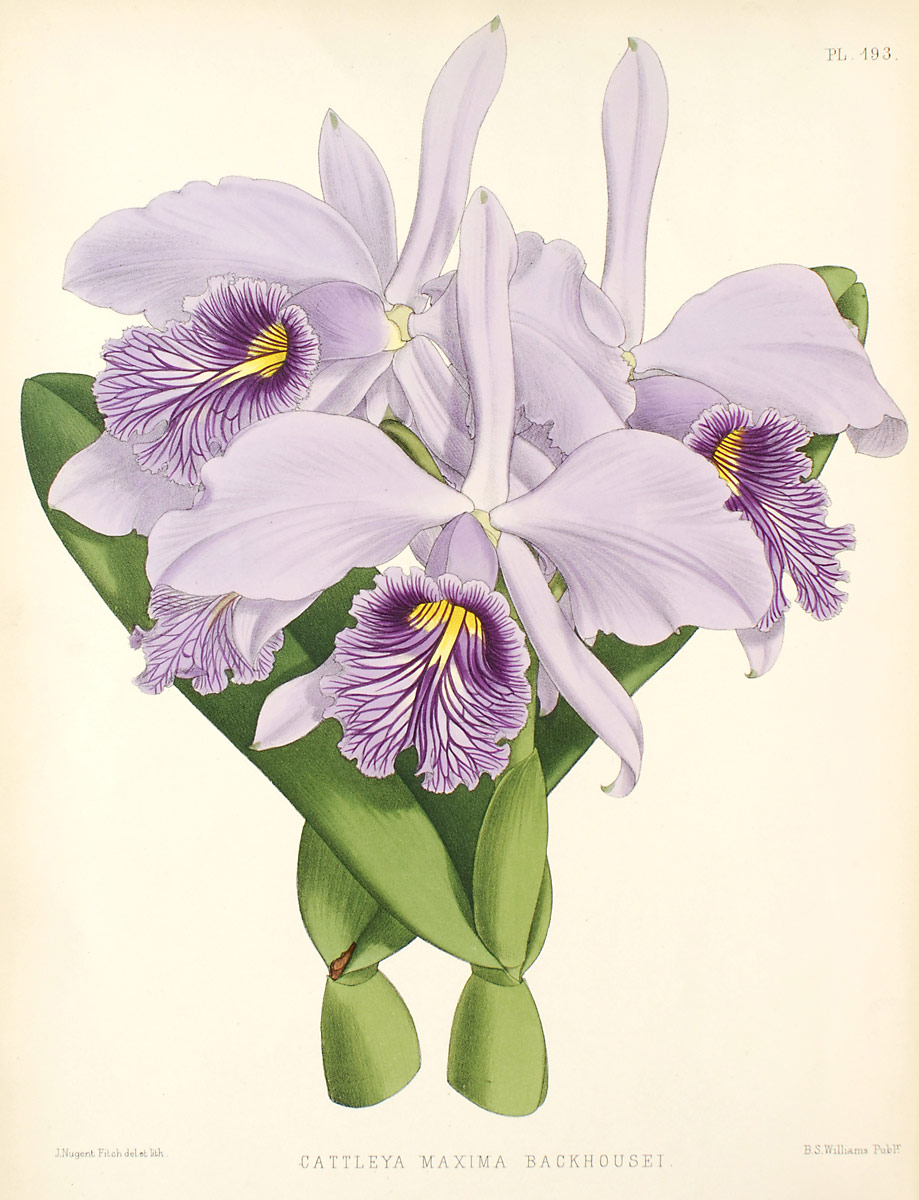
Ilustración

## Distribución
La Cattleya maxima se encuentra en los bosques secos y tropicales de Ecuador y Perú. Siento en Ecuador más abundante su distribución geográfica, encontrándola en las provincias de El Oro, Guayas, Loja, Santa Elena, Manabí y Los Ríos. Según la ubicación de la Cattleya maxima varía la tonalidad de sus flores. En estado silvestre es posible encontrar, pero son muy escasas, tonalidades alba, semialba y coerulea (tonalidades que se las presume extintas en la naturaleza).

## Características de la especie
Esta especie se incluye en las colecciones con mucha menos frecuencia de la que merecería. Los pseudobulbos tienen forma de bastón, planos de unos 25 cm de largo y terminan en una hoja estrecha que puede medir más de 20 cm de longitud. Las flores cuadran con el nombre genérico (ya que no hay muchas Cattleyas que puedan competir con esta en altura) y miden 15 cm de longitud. Cada espiga puede tener más de 8 flores. El labio es largo y tubular, con el borde ondulado, y es de color amarillo con nervaduras de color púrpura intenso o naranja en el interior. Los otros tépalos son púrpura claro, con los bordes rizados. El cultivo no es difícil. La estación de flor llega en un tiempo favorable para los cultivadores europeos. Las flores aparecen entre otoño e invierno, un tiempo con poca luz. La C. maxima procede de la base de las montañas de los Andes de Perú, Ecuador y Colombia.

## Hábitat de la planta
Normalmente es considerada como una especie de las selvas, bosques que incluso en época de sequía se benefician de una constante neblina que permite precipitaciones en estación seca y una humedad 70-80% constante. Sin embargo en gran parte de su área de distribución se puede encontrar abundantemente en bosques montanos húmedos e incluso en el bosque tropical seco, así como algunos bosques semicaducifolios y caducifolios donde la humedad relativa fácilmente puede caer a 40-50% durante partes del año y debe soportar un periodo de sequía de 3 a 4 meses. Es una especie de climas cálidos donde las temperaturas mínimas nocturnas en los meses más fríos raramente bajan de 14 °C, y las temperaturas máximas diurnas en los meses más calientes llegan hasta los 30 °C.
La especie crece formando colonias tanto sobre rocas, donde se beneficia del detritus acumulado en ellas, como sobre varios géneros de árboles. Cuando crece sobre rocas, normalmente se encuentra relativamente expuesta aunque protegida por la vegetación circundante. En el caso de crecer sobre árboles, lo que es más usual, lo hace cerca a fuentes de agua (arroyos y riachuelos estacionales) o en claros del bosque sobre el dosel arbóreo, donde puede obtener mucha claridad y protegerse al mismo tiempo del sol directo.

## Cultivo
- Luz

Son orquídeas que requieren mucha luz, se les puede exponer a la luz casi directa (luz tamizada por un visillo o cortina adecuada). 
- Temperatura

Quieren temperaturas altas y una diferencia entre el día y la noche de unos 14 °C, temperaturas diurnas entre los 25-30 °C y nocturnas no inferior a 14-15 °C.

- Riegos

Humedad alta, por encima del 50% y buena ventilación, pero no exponer a corrientes de aire. Riego abundante cuando toque, pero necesitan estar secas cuando se vuelva a regar, sino se pudren las raíces. Cuando esté en período de reposo, el riego debe de ser muy escaso y no se debe de abonar. En época de crecimiento se debe regar una vez por semana como mínimo; pero el riego siempre depende del lugar donde esté, el grado de humedad y ventilación, tipo de sustrato y temperatura.

- Abonado

El abonado debe hacerse igualmente una vez por semana, pero muy diluido.

## Estado de Conservación de la Especie
Esta especie está en peligro de extinción por destrucción de su hábitat, por lo cual una gran cantidad cultivadores y de instituciones ecuatorianas están tratando de multiplicarla y reintroducirla en su hábitat.

## Inflorescencia
La inflorescencia aparece desde el ápice del pseudobulbo con 5 a 13 flores grandes de color rosado - lila con nervaduras en diferentes tonos púrpura o más claras en el labio. 

## Taxonomía
Cattleya maxima fue descrita por John Lindley   y publicado en The Genera and Species of Orchidaceous Plants 116. 1831.
Etimología
Cattleya: nombre genérico otorgado en honor de William Cattley orquideólogo aficionado inglés,
maxima: epíteto latino que significa "máxima, grande".
Sinonimia
- Cattleya malouana Linden
- Cattleya malouana L. Linden & Rodigas
- Cattleya maxima var. aphlebia Rchb.f.
- Cattleya maxima var. backhousii Rchb.f.
- Cattleya maxima var. hrubyana L.Linden & Rodigas
- Cattleya maxima var. marchettiana B.S.Williams
- Epidendrum maximum (Lindl.) Rchb.f.[4][5][6]